# Yvon Godin
Yvon Godin  (né le 12 mai 1955) est un homme politique acadien et canadien. Il a été député néo-démocrate (NPD) représentant la circonscription d'Acadie—Bathurst à la Chambre des communes de 1997 à 2015. Il a pris sa retraite de la politique en 2015.

## Biographie

### Origines
Yvon Godin est né le 12 mai 1955 à Saint-Sauveur, au nord-est du Nouveau-Brunswick. Il est le cadet d'une famille de 12 enfants.
Il commence à travailler sous terre aux Mines Bathurst, au sud-ouest de Bathurst, dès l'âge de 20 ans.

### Syndicaliste
Quatre ans plus tard, en 1979, Godin est élu trésorier de sa section locale des Métallurgistes unis d'Amérique (Métallos). Pendant six ans, de 1982 à 1988, il devient président de sa section locale. Parallèlement à ses activités syndicales, il préside le district de services locaux d'Allardville, de 1984 à 1987.
En 1988, Godin devient représentant d'environ 2500 travailleurs, membres des Métallos, dans le nord du Nouveau-Brunswick. Il représente les travailleurs auprès de la Commission du salaire minimum et participe aux travaux d'un comité fédéral sur la formation des mineurs et des travailleurs d'usine de transformation des produits de la mer.

### Député
Yvon Godin présente sa candidature à élection générale du 2 juin 1997 pour le Nouveau Parti démocratique dans la circonscription Acadie-Bathurst. Il s'oppose au député sortant du parti libéral, Doug Young, alors ministre de la Défense nationale et l'un des principaux membres du parti de Jean Chrétien. La candidate du parti conservateur est Norma Landry. Lors du scrutin, les électeurs votent en majorité pour Yvon Godin, faisant de lui le premier député néo-démocrate au Nouveau-Brunswick, avec Angèla Vautour élue dans la circonscription Beauséjour. 
Godin est devenu un symbole à la suite de sa victoire face à Young, certains journaux le qualifiant de « tueur de géants ».
Il a été réélu à cinq reprises lors des élections fédérales de 2000, 2004,  2006,  2008 et 2011.
En tant que député, Godin intervient régulièrement sur toutes les tribunes pour dénoncer les différentes réformes au régime d'assurance-emploi, qui selon lui, pénalisent indûment les travailleurs saisonniers dans le secteur des pêches, de l'exploitation forestière et du tourisme, trois activités économiques majeures dans la région qu'il représente au Parlement.
En tant que représentant de la circonscription qui compte la plus grande proportion d'électeurs francophones à l'extérieur du Québec (84 %), le député acadien intervient régulièrement dans les dossiers relatifs aux droits des minorités linguistiques de langue officielle.
En 2003, il a appuyé le candidat Bill Blaikie lors de la course à la direction du NPD.
Godin a été approché pour diriger l'aile provinciale du parti, après l'annonce du départ d'Elizabeth Weir en tant que chef des néo-démocrates du Nouveau-Brunswick. Il a cependant rejeté l'invitation de quitter son siège à Ottawa pour se lancer dans la course au début de  2005.
De 2000 à 2011, il a exercé la fonction de whip du caucus néo-démocrate à la Chambre des communes. Le 26 mai 2011, il est également nommé porte-parole de l'opposition officielle du Canada pour le travail et les langues officielles.

## Famille
Yvon Godin est l'époux de Lyna Mainville et le couple a trois filles et cinq petits-enfants.